# Volvo P1800
La Volvo P1800 est une automobile du constructeur suédois Volvo, déclinée en coupé Grand tourisme commercialisé à partir de 1961 à 1972, qui prendra successivement les noms de P1800, P1800S, 1800S et 1800E, et en break de chasse portant le nom de 1800ES de 1972 a 1973 qui finira par le remplacer. La vocation principale de production de ce modèle était avant tout d'améliorer les ventes de toute la gamme en apportant l'image d'un constructeur capable de véhicule plus sportif, plus qu'un bénéfice financier lié à sa vente. Le design est l'oeuvre de Pelle Petterson apprenti chez le Carrossier Pietro Frua alors filiale de Ghia. 
À sa mort en 2018, la Volvo 1800S d'Irv Gordon (en) achetée neuve aux États-Unis en 1966 et toujours en état d’origine, avait atteint les 3 250 257 milles (5 230 781 kilomètres), record mondial du plus haut kilométrage automobile à usage particulier enregistré au Livre Guinness des records.

## Le coupé (1961 - 1972)
Le projet a été lancé en 1957 pour ajouter un modèle plus sportif à la gamme Volvo. La tentative précédente, la P1900, avait été un échec total avec seulement 68 exemplaires vendus. L'homme derrière le projet est le consultant indépendant Helmer Petterson, également le père de la PV444 en 1943 et le testeur de la P1900. Il conduit la conception et la réalisation du projet et place son fils Pelle Petterson fraichement diplômé du Pratt institute au sein de l'atelier du Carrossier Pietro Frua missionné pour réaliser le prototype. Le design de Pelle est placé au sein d'un groupe de croquis pour sélection et à l'insu du président de Volvo. Son design est choisi mais il n'est pas question de révéler l'origine du design car la signature italienne doit être de mise pour garantir un succès commercial. Les trois premiers prototypes sont conçus entre 1957 et 1958.
Le premier prototype, nommé P958-X1 fabriqué chez Frua à Turin (Italie) est assemblé en décembre 1957 et finalisé début 1958. Helmer Petterson souhaitait que Karmann à Osnabrück en RFA réalise la production de la future P1800. Cela aurait permis un lancement commercial dès décembre 1958. Mais en février 1958, Volkswagen le client le plus important de Karmann, interdit à Karmann de construire la P1800 en le menaçant de mettre fin aux différents contrats en cours. Volkswagen craignant notamment que la P1800 concurrence la Karmann Ghia. Cela faillit faire capoter le projet, mais Volvo chercha un autre industriel capable de produire la P1800. Il prit contact avec NSU, Drautz et Hanomag, mais ces derniers n'atteignaient pas les normes de qualité fixées par Volvo. Il y avait un grand risque que Volvo ne puisse jamais produire la P1800. Cela a motivé Helmer Petterson à obtenir le soutien financier de deux sociétés financières dans le but d'acheter les composants directement auprès de Volvo et de commercialiser la voiture lui-même. À ce stade, Volvo n'avait fait aucune mention de la P1800.
Un premier communiqué de presse présente finalement l'existence du projet P1800 et Volvo ne peut nier l'existence de cette auto. Elle est alors présentée au salon automobile de Bruxelles en janvier 1960. C'est Jensen Motors qui est finalement choisi pour assembler la voiture. Ses lignes de production sont sous-utilisées et un contrat pour la production de 10 000 autos est signé. Volvo sous-traite la production des carrosseries de la P1800 à Pressed Steel, à Linwood (banlieue de Glasgow), qui alimentera par chemin de fer l'usine Jensen située 300 miles plus au sud du Royaume-Uni, à West Bromwich. Quatre prototype sont fabriqués par Jensen, 3 a conduite à gauche et 1 à conduite à droite. Le premier véhicule sort de l'usine en septembre 1960.

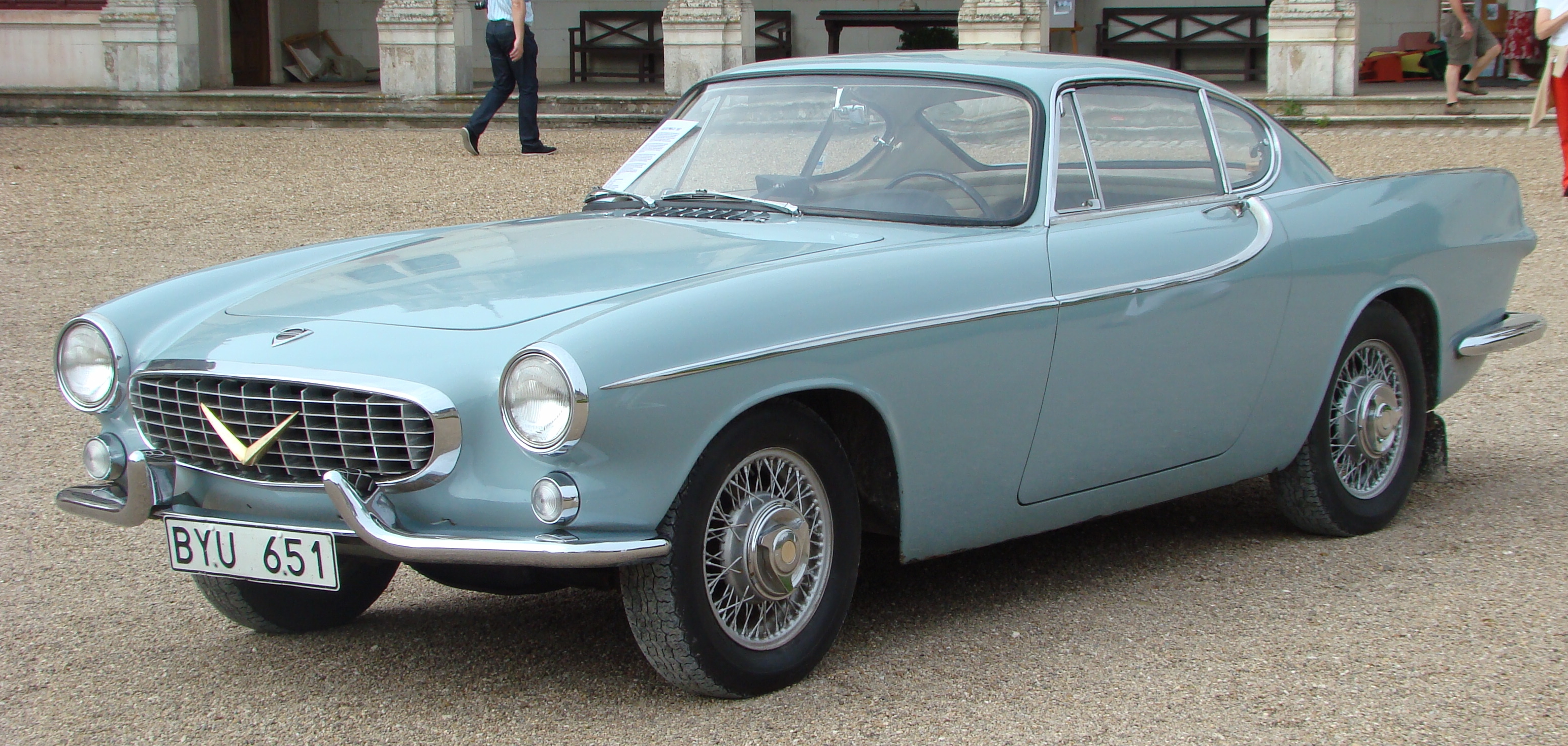
Volvo prototype P958-X1 (1957)

### La Volvo P1800 (1961 - 1963)
La P1800 est équipée d'un moteur 1,8 litre essence de 100 ch. La différence avec le moteur de l'Amazon 122S est un taux de compression plus élevé et un nouvel arbre à cames. À partir de 1963, une nouvelle boîte manuelle plus robuste est proposée. On note également l'arrivée d'une boîte de vitesses munie d'un overdrive fournissant un cinquième rapport surmultiplié.

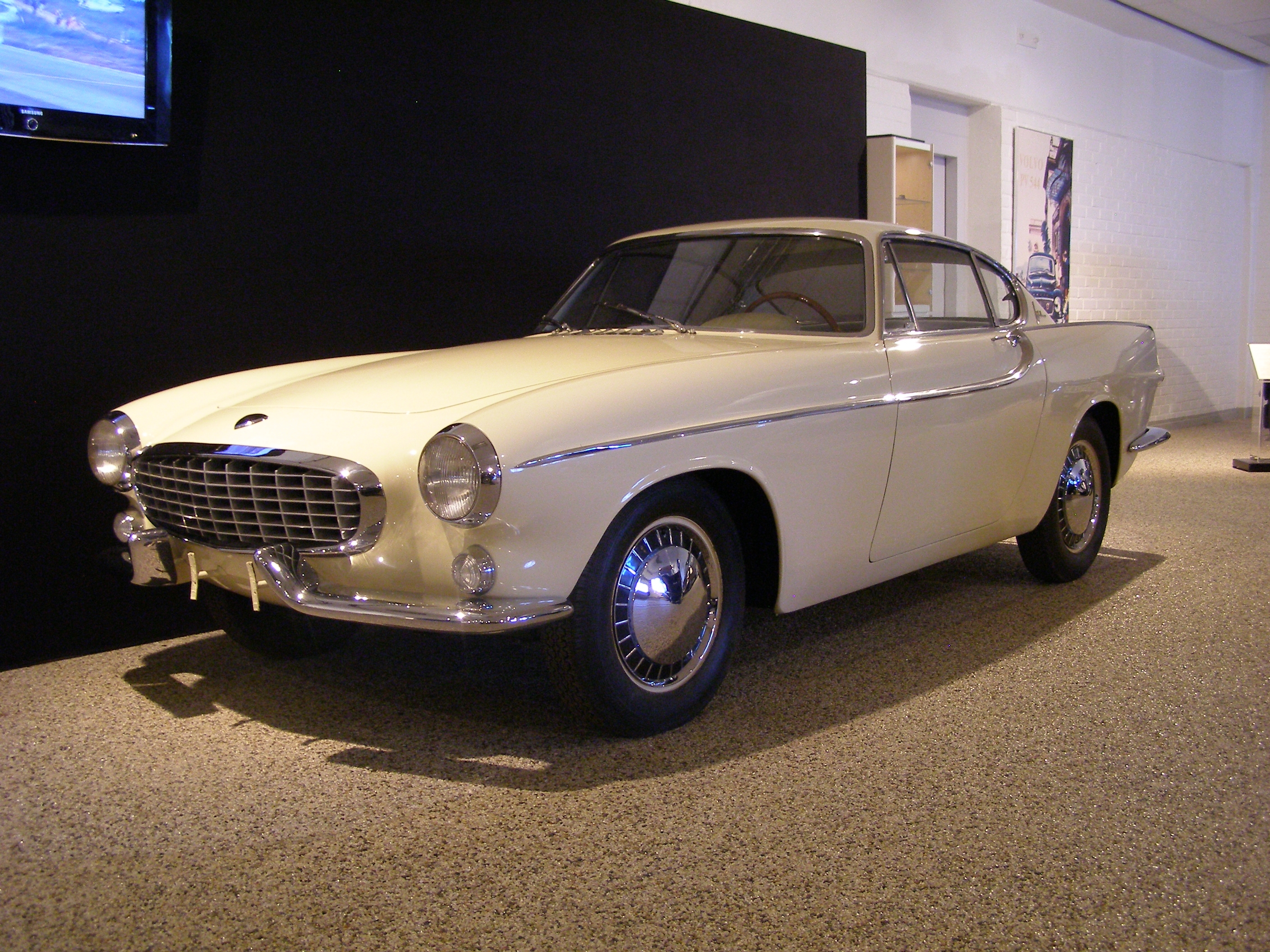
Volvo P1800 prototype
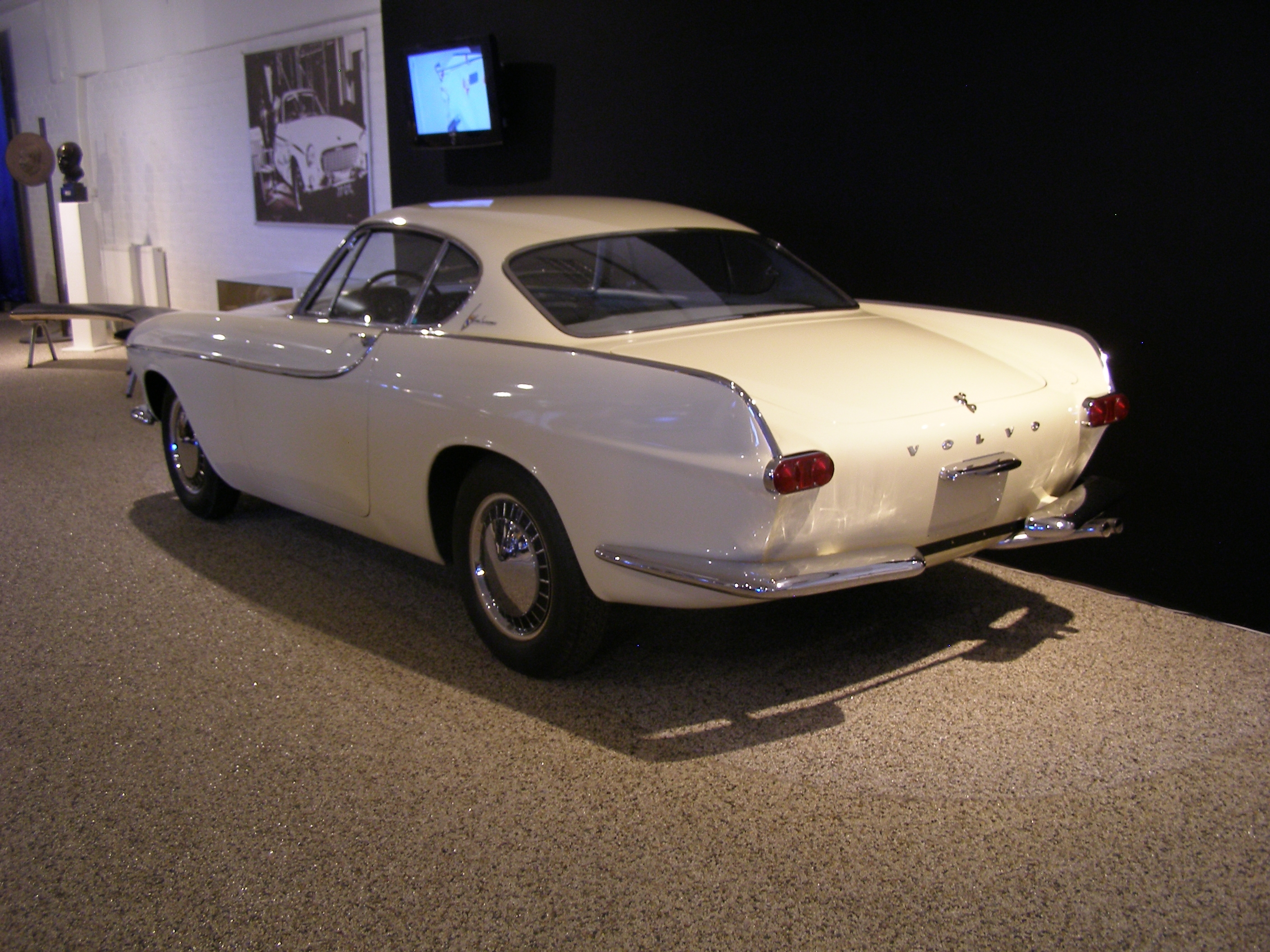
Volvo P1800 prototype

### La Volvo P1800S et 1800S (1963 - 1969)
C'est en 1963 que la production de la P1800 est rapatriée à Göteborg dans l'usine Volvo de Lundby. En effet, la production de Jensen Motors avait des soucis au niveau de la qualité des autos. Le contrat est rompu après 6 000 voitures produites.
La P1800 devient P1800 S (S pour Sverige, Suède en français) puis 1800S en abandonnant ses pare-chocs à « moustache » pour des pare-chocs droits. Le moteur passe à 108 ch.
En 1966, le moteur passe à 115 ch et atteint les 175 km/h en pointe. Puis en 1969, un 2 litres de 118 ch remplace le 1,8 litre.

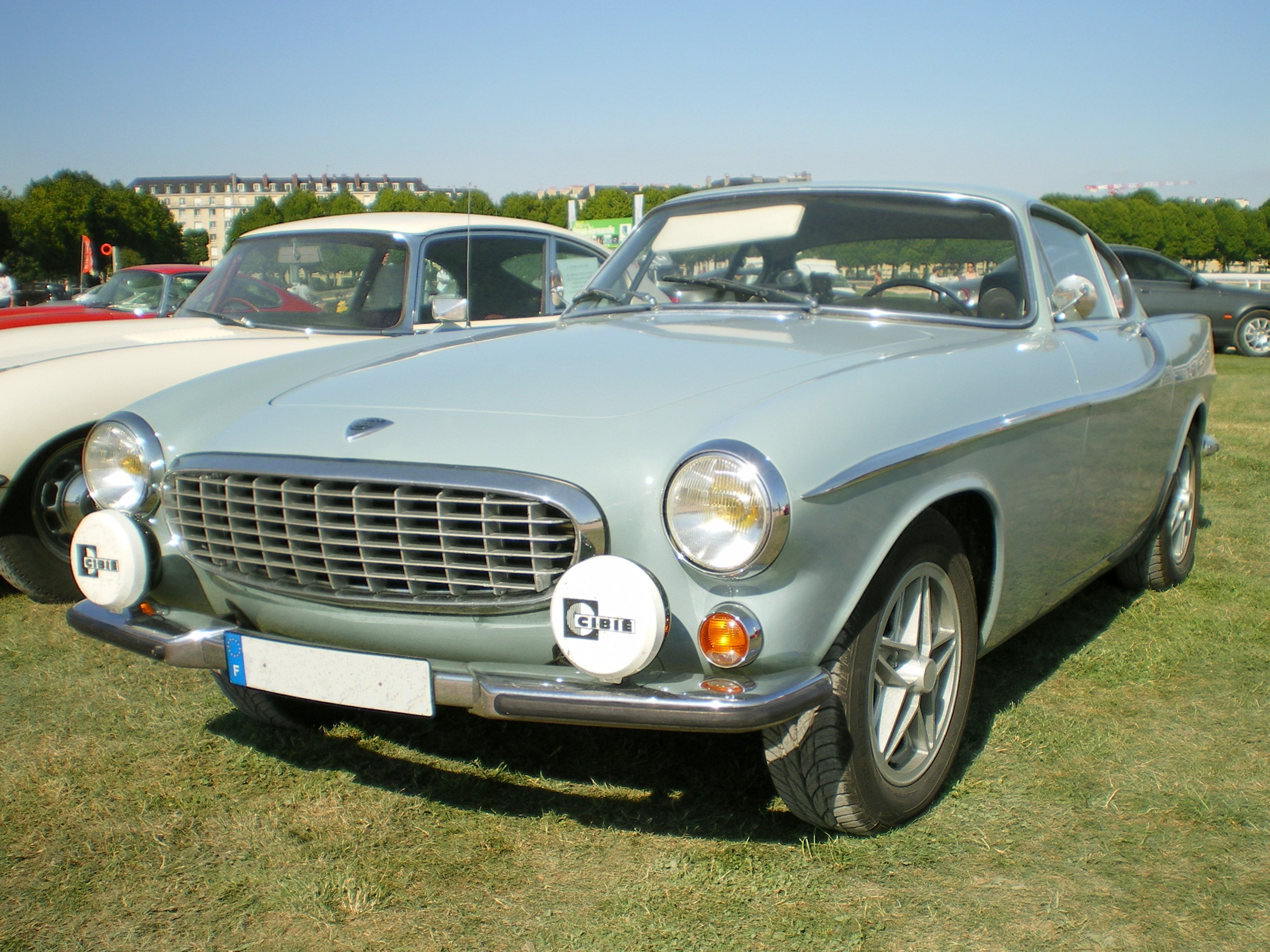
Volvo 1800S (1963 - 1969)
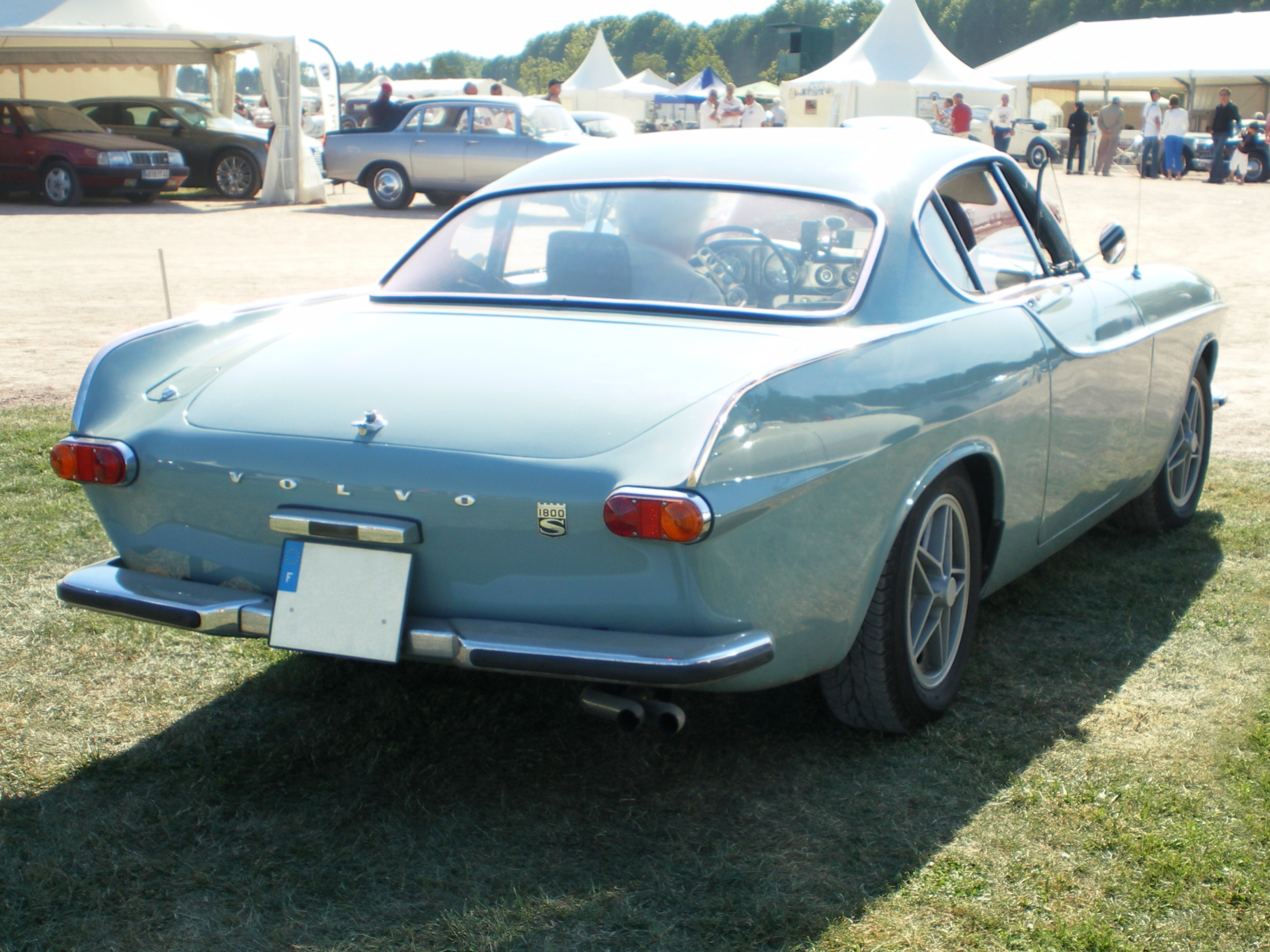
Volvo 1800S (1963 - 1969)

### La Volvo 1800E (1969 - 1972)
1800E 1970 (2 799 produites d'août 1969 à juillet 1970)
La P1800 connaît un changement important avec ce modèle. Son nouveau moteur 2 litres, expérimenté sur le modèle 1969, est équipé d'une injection électronique Bosch (système D-Jetronic également utilisé par Citroën sur DS21 et 23, puis SM, par Renault sur R17 Gordini, et par Volkswagen et Porsche sur la 914). Associé à un nouvel arbre à cames, des soupapes plus larges et un taux de compression de 10.5:1, ce moteur, le B20E, développe ainsi 130 ch SAE (120 ch DIN). Cela influera bien évidemment sur la vitesse de pointe annoncée à 190 km/h ! La nouvelle boîte de vitesses de type M410, produite par ZF en Allemagne de l'Ouest, offre toujours quatre rapports avec overdrive de série. La boite automatique Borg-Warner 35 à trois rapports est disponible sur certains marchés. Une autre évolution mécanique concerne l'adoption de freins à disques à l'arrière (avec toujours double-circuit) cachés derrière de nouvelles jantes cinq pouces façon magnésium à boulons apparents. La nouvelle voiture, dorénavant appelée 1800E, se distingue également par : une nouvelle calandre noir mat (sauf l'entourage) avec l'écusson « B20 », des ouïes de ventilation sur les ailes arrière, incorporant le bouchon d'essence à gauche et l'écusson « 1800E » sur le coffre. À l'intérieur, le nouveau tableau de bord suit la mode du décor faux bois avec des cadrans cerclés de noir et l'abandon des cadrans verticaux pour les températures d'eau et d'huile. Une boîte à gants prend place sur la console centrale et la lunette arrière devient dégivrante. Enfin, les couleurs noir et gris foncé ne sont plus proposées : le jaune vif est remplacé par un jaune safari (code couleur 100) et apparaît le bleu métallisé (102).
1800E 1971 (4 750 produites d'août 1970 à juillet 1971)
Volvo revient à sa boîte M41 avec overdrive (après renforcement de son second rapport). Deux nouvelles couleurs font leur entrée : Or métallisé (105) et le bleu turquoise (104).
1800E 1972 (1 872 produites d'août 1971 au 22 juin 1972)
La puissance du moteur passe à 135 ch SAE (124 ch DIN). Une nouvelle grille concave en plastique noir mat, sans barrettes horizontales, orne la calandre. Les roues s'élargissent avec des jantes de pouces 5 ¹⁄₂ en acier avec des trous de ventilations carrés et des écrous chromés (pneus 185/70 HR 15). Les vitres sont teintées et les nouveaux sièges, plus luxueux, sont équipés d'un appui-tête intégré. Les dernières couleurs à être proposées sur ces derniers exemplaires de 1800E sont : le blanc californien, le rouge et l'or métallisé des modèles précédents. S'y ajoutent le jaune soleil (code couleur 107), le vert cyprès (110) et le bleu clair métallisé (111).

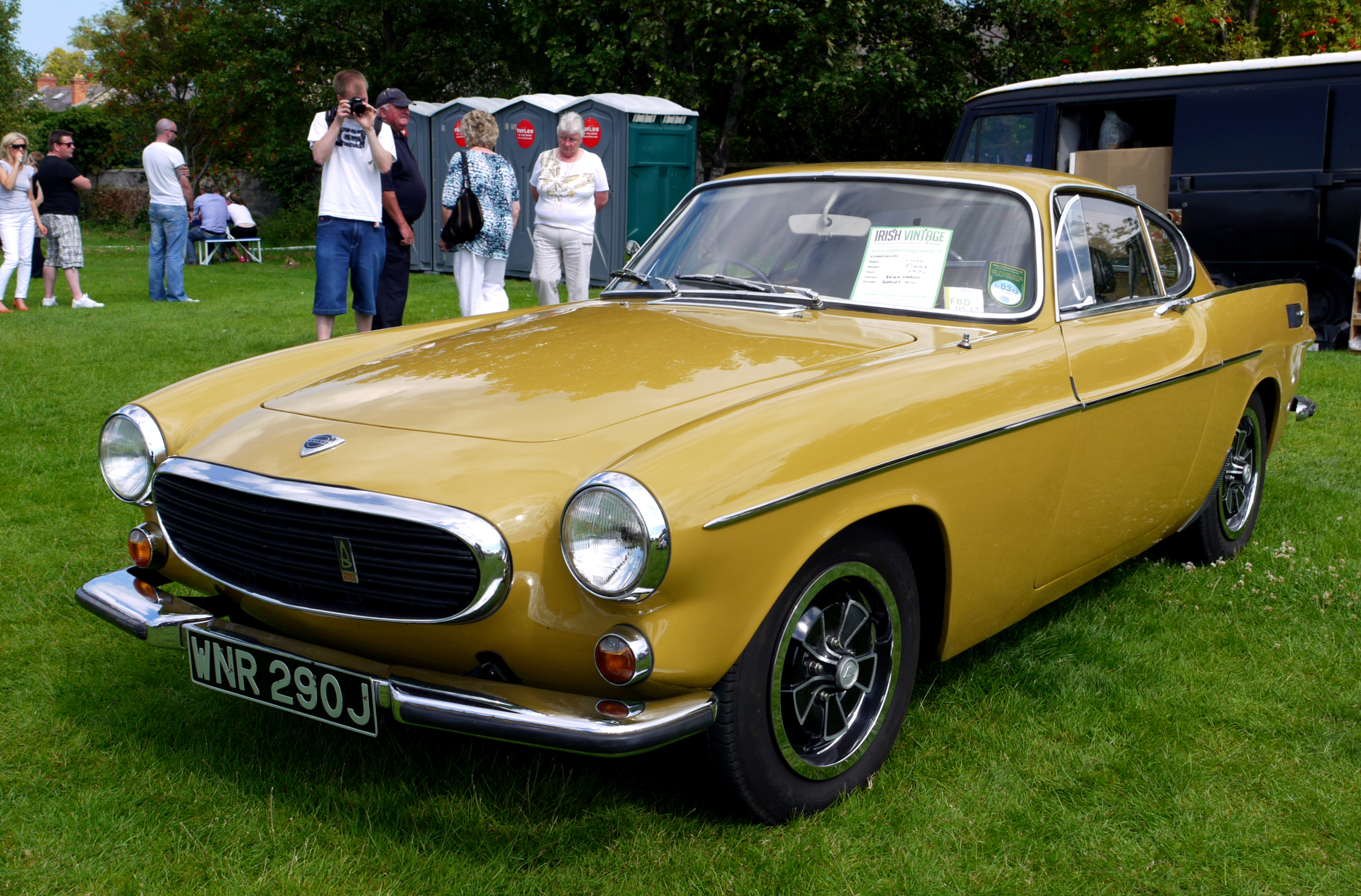
Volvo 1800 E (1969 - 1972)
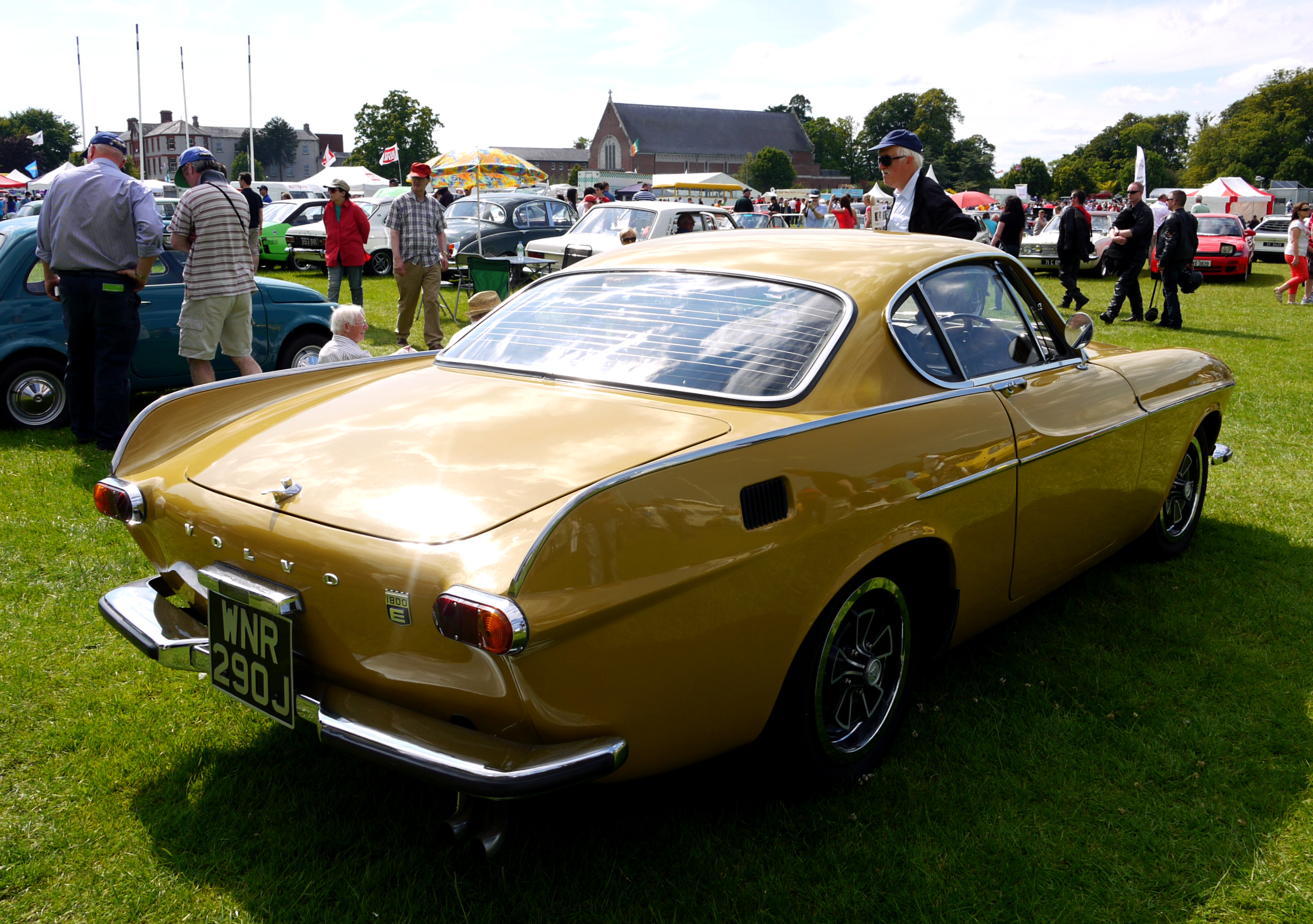
Volvo 1800 E (1969 - 1972)

### La Volvo P1800 cabriolet

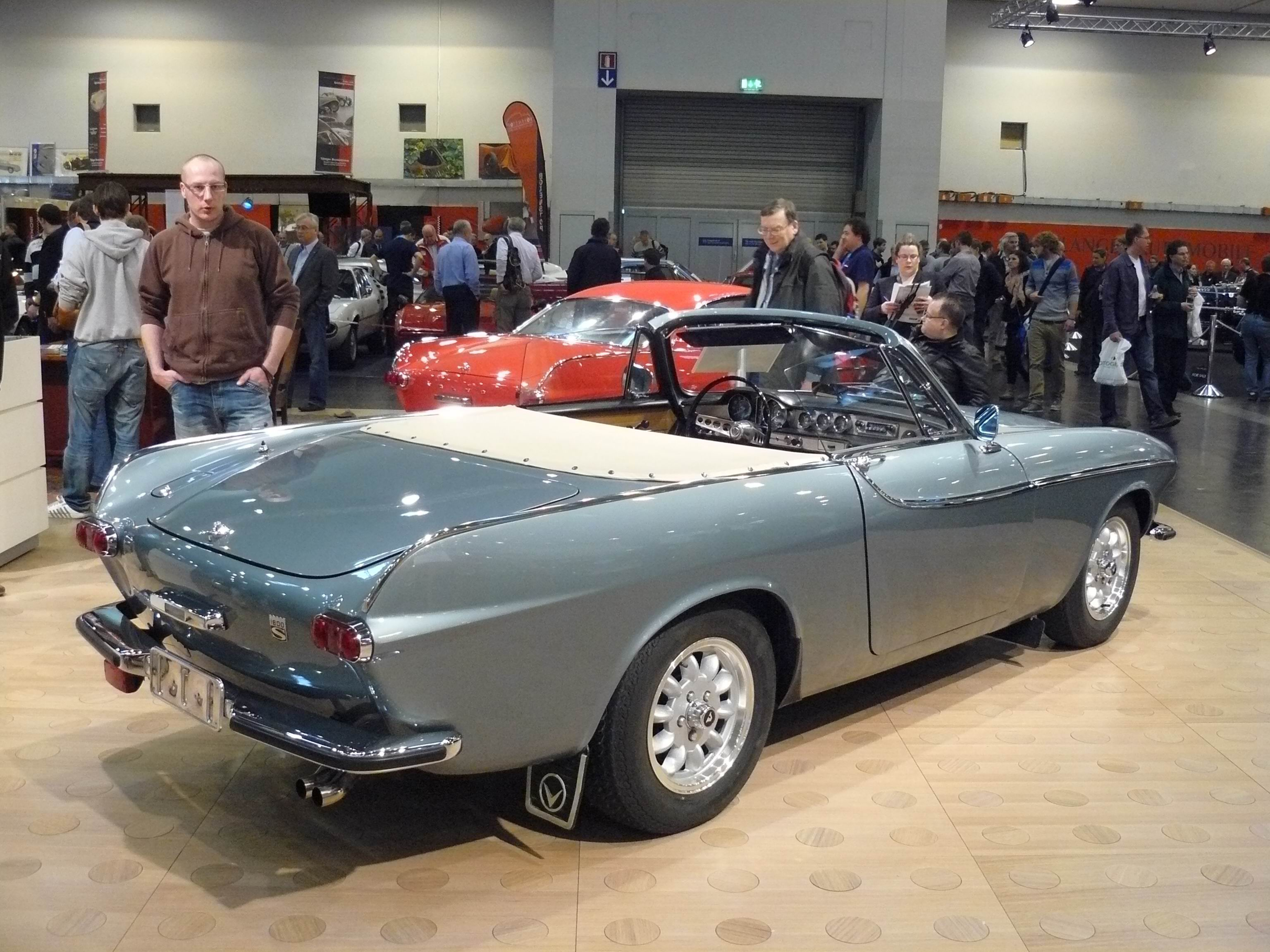
Volvo P 1800 S Cabriolet « Volvoville » 1966.

Une série confidentielle de moins de 30 cabriolets (convertible en anglais Américain) a été produite par le concessionnaire américain Volvoville. D'autre réalisations artisanales existent.

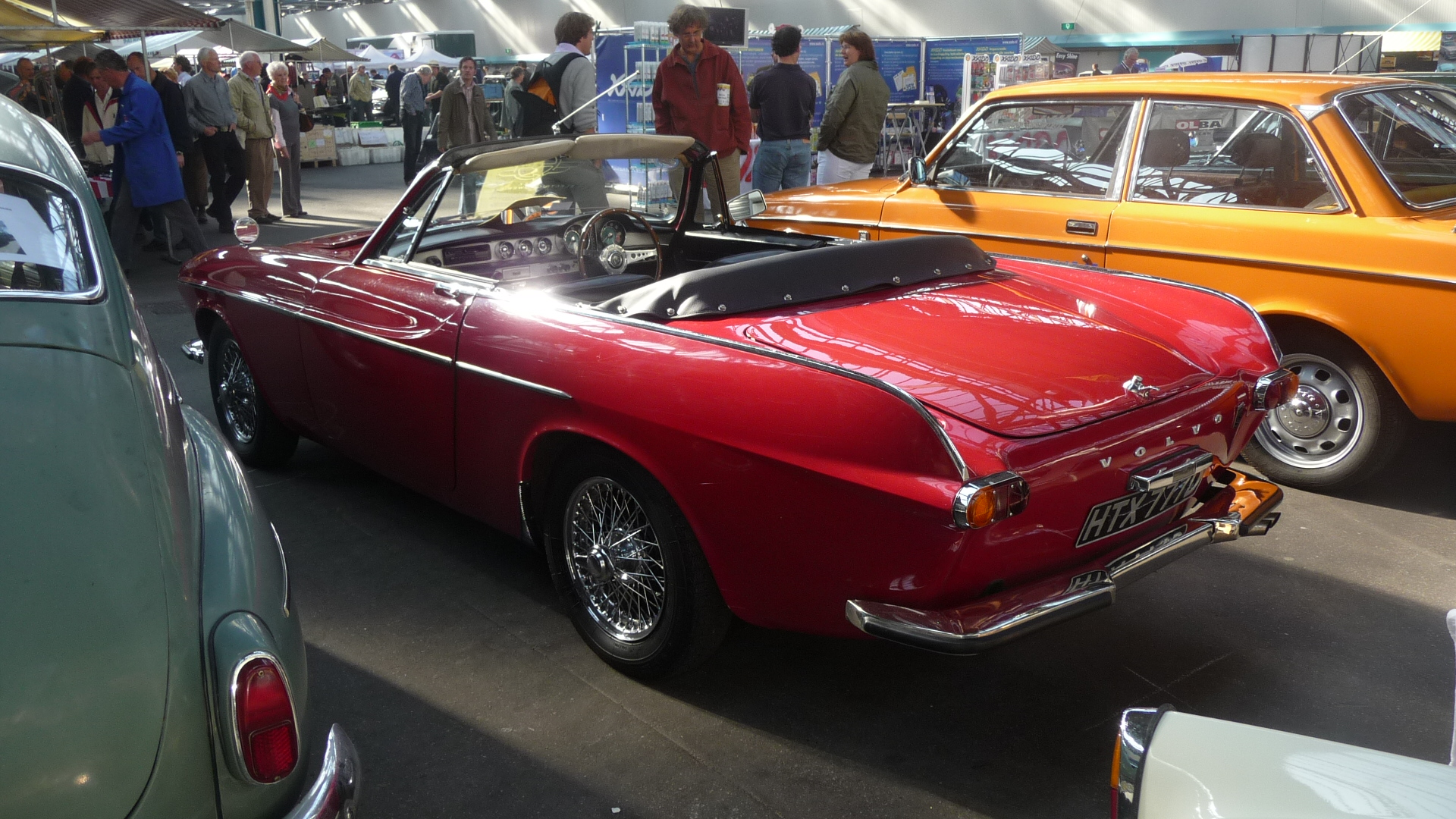
Volvo P1800 Cabriolet (1966)

### La Volvo P1800 et le Saint

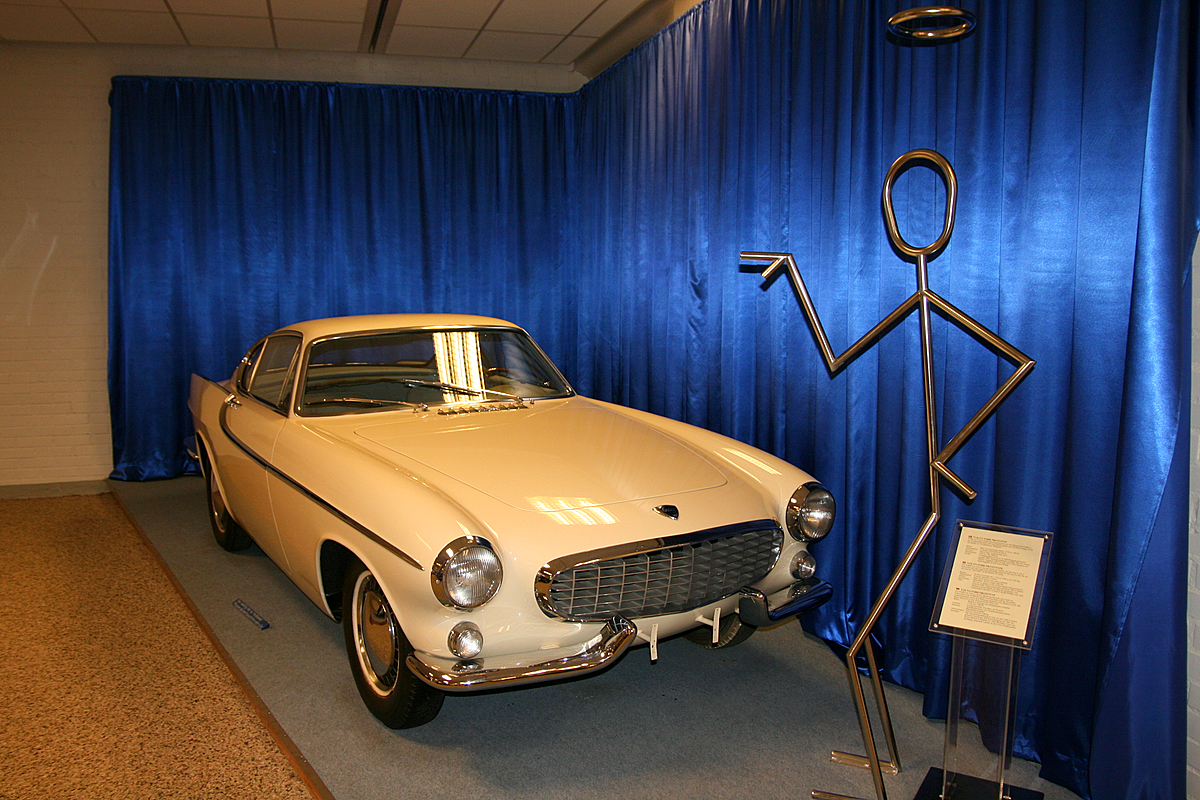
La Volvo P1800 et le Saint

La volvo P1800 a été rendu célèbre à l'écran comme voiture du héros Simon Templar (interprété par l'acteur Roger Moore) dans la série Le Saint. Le tournage commence en 1962 avec une P1800, fournie par Volvo ainsi qu'un caisson pour les tournages en studio (une Jaguar Mark X avait été prévue à l'origine, mais le constructeur n'était pas intéressé). La voiture ayant été appréciée par Roger Moore durant le tournage, il en commanda également une à titre personnel.
Un second exemplaire de la même voiture est prêté par Volvo en 1964, il sera légèrement modifié en 1965 (entre autres, le pare-chocs d'un tenant).
C'est également en 1965 que le Saint passe d'un modèle P1800 à un modèle 1800S, Volvo restant même disponible pour apporter des modifications au modèle de série.
Quand une nouvelle série revint dans les années 1970 avec l'acteur Ian Ogilvy, c'est une Jaguar XJ-S qui fut choisie. L'adaptation au cinéma avec Val Kilmer présente quant à elle le retour d'une Volvo, le coupé C70.
Elle apparaît également dans la série SG1, en tant que voiture personnelle de Samantha Carter

## Le break de chasse 1800ES (1972 - 1973)
C'est en 1972 que Volvo introduit la dernière P1800, la 1800ES qui change de carrosserie pour devenir un break de chasse avec un grand hayon entièrement vitré. Les prototypes réalisés par Pietro Frua, le Raketen (rocket en suédois) et Sergio Coggiola furent jugés trop futuristes et c'est la proposition maison de Jan Wilsgaard qui fut retenue. Le moteur de la 1800ES est le B20E du coupé 1800E (135 ch SAE), sauf pour les États-Unis où il est abaissé à 125 ch SAE (B20F) grâce à un taux de compression abaissé à 8.7:1. Le comportement routier de l'auto est amélioré notamment grâce à l'adoption de pneus plus larges (185/70 HR15).
La particularité de la 1800ES est d'avoir une surface de chargement entièrement plate quand les sièges arrière sont rabattus. La boîte automatique Borg-Warner à trois rapports est toujours disponible en plus de la boîte manuelle avec overdrive. L'arrivée des nouvelles normes de sécurité et de pollution américaine pour 1974 oblige Volvo à profondément modifier la 1800ES pour qu'elle puisse être commercialisée outre-Atlantique. Volvo ne jugeant pas assez rentable la mise aux normes du modèle, il quitte le catalogue en août 1973 après 8 077 exemplaires de la version 1800ES répartis sur deux années-modèle.

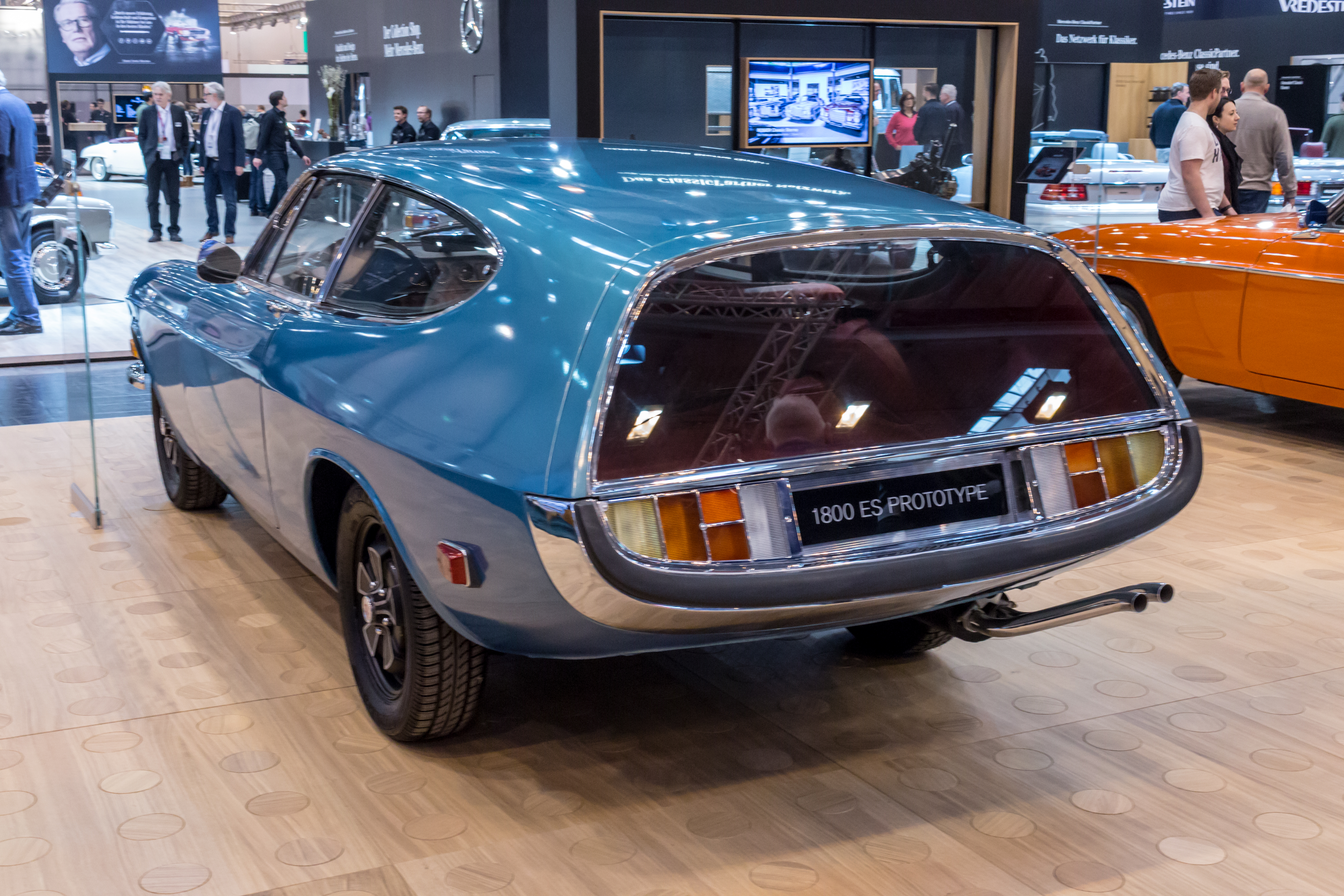
Volvo Raketen (1969)
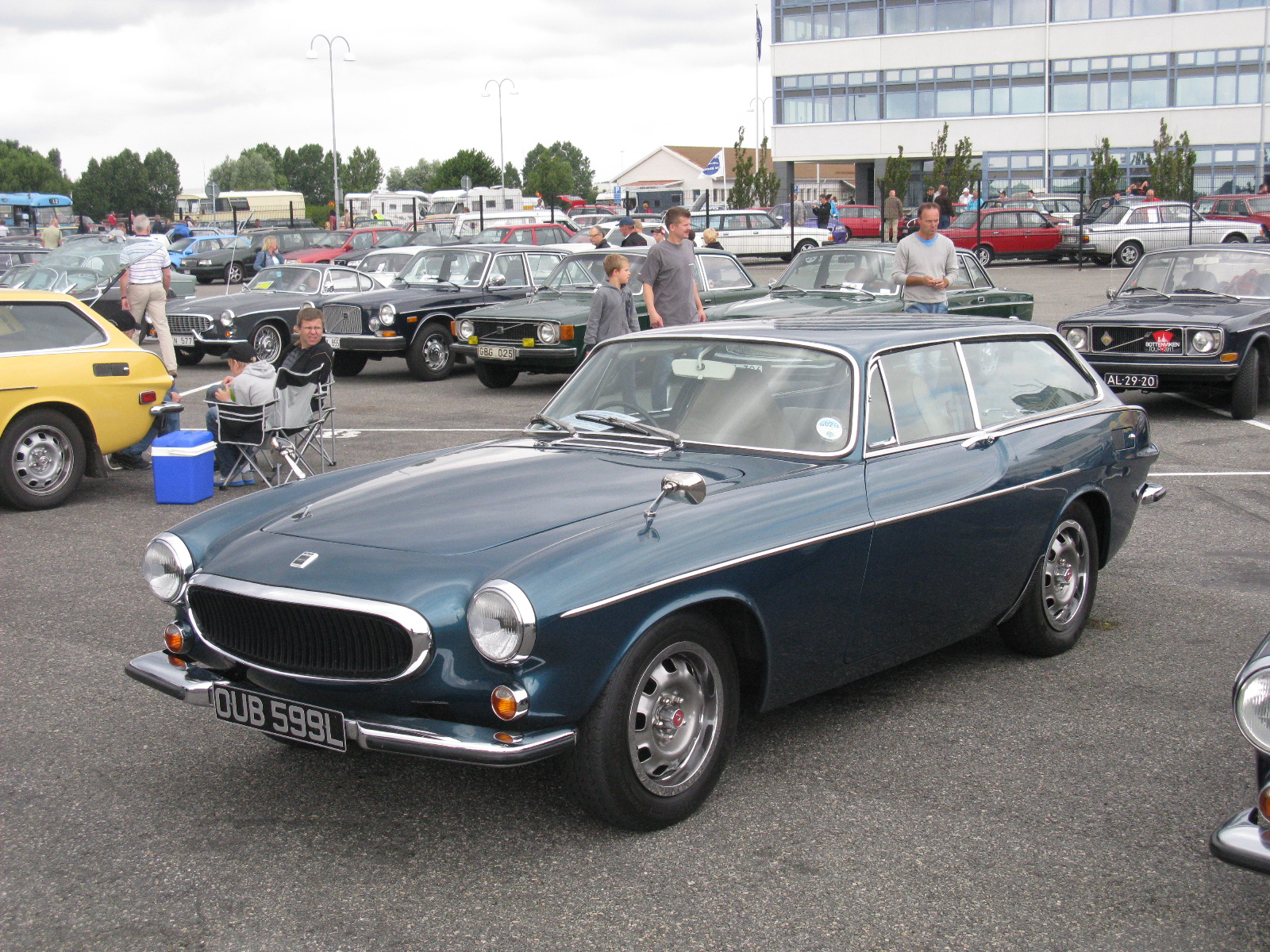
Volvo 1800ES (1972 - 1973)
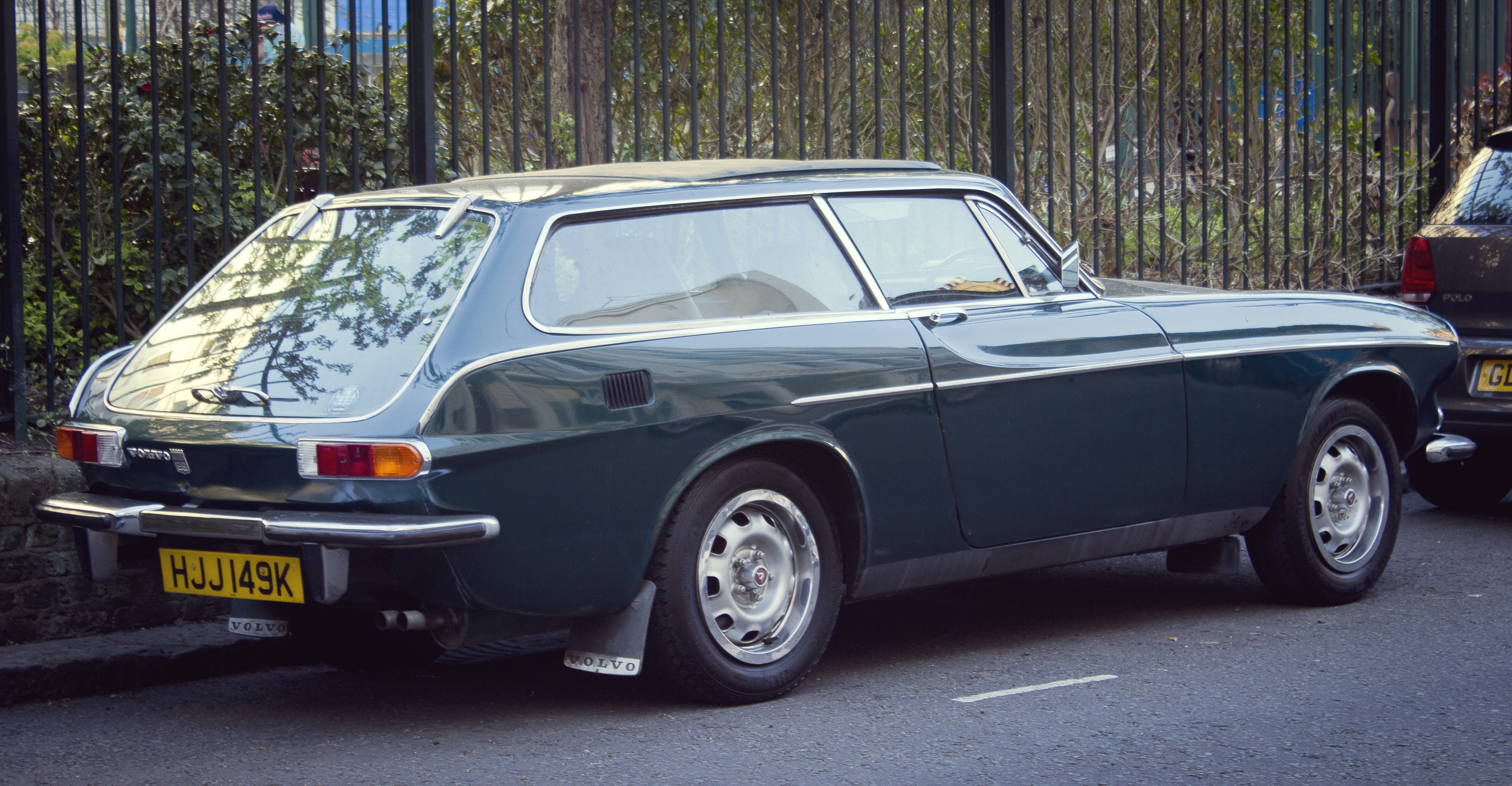
Volvo 1800ES (1972 - 1973)

- 1800ES 1972 (3 070 produits de décembre 1971 à juillet 1972) : elle possède les mêmes caractéristiques principales que la 1800E de la même année. Moteur B20E de 135 ch SAE (124 ch DIN) ou B20F (USA - 125 hp SAE / 112 hp SAE net)
- 1800ES 1973 (5 007 produits d'août 1972 au 27 juin 1973) : des barres de renfort dans les portières ainsi qu'un intérieur moins sensible au feu sont installés. Le rapport de première vitesse est légèrement raccourci. Les versions américaines reçoivent des pare-chocs à absorption d'énergie. Autre petit détail, les interrupteurs à tirettes à gauche du volant sont remplacés par des interrupteurs à bascules spécifiques. Pas moins de neuf couleurs sont proposées aux clients : blanc Californie (42), rouge (46), or métallisé (105), jaune soleil (107), vert cyprès (110) et bleu clair métallisé (111) s'ajoutent le bleu foncé (108), le bleu-vert métallisé (115) et l'orange (113).